# Дацюк Богдан Вікторович
Богда́н Ві́кторович Дацю́к — солдат Збройних сил України.

## Короткий життєпис
До призову проживав у селі Агрономічне. Солдат НГУ, старший кулеметник БТР-а. Постраждав внаслідок вибуху гранати біля Верховної Ради 31 серпня 2015 року. Тоді загинули старший солдат Ігор Дебрін, солдати Олександр Костина та Дмитро Сластніков.
Медики доклали чималих зусиль, щоб його врятувати, однак Богдан пішов з життя 24 вересня 2015 року, не опритомнівши.

## Нагороди
За особисту мужність, сумлінне та бездоганне служіння Українському народові, зразкове виконання військового обов'язку відзначений — нагороджений
- 1 вересня 2015 року — орденом «За мужність» III ступеня.